# لوردية الرملة
لوردية الرملة كانت إحدى الإقطاعيات الصليبية التابعة لمملكة بيت المقدس اللاتينية. وكانت تابعة لكونتية يافا وعسقلان وجزءاً منها.

## تاريخها
هجر سكان الرملة المسلمون خلال الحملة الصليبية الأولى، لافتقارها إلى الدفاعات اللازمة لمقاومة الحصار.
لما استسلمت الرملة في 1099، تُركت تحت إشراف روبرت من أبرشية روان، الذي عينه الصليبيون أسقفاً على اللد والرملة.
وهكذا كانت الرملة في البداية لوردية كنسية. ومع ذلك، فقد تغير هذا في وقت ما بين 1115 و1120، عندما لوحظ أن بلدوين بالتحديد يتمتع «بمكانة لوردية» في الرملة، مما يشير إلى أن المدينة قد انتقلت إلى السيطرة العلمانية.
أصبحت الرملة جزءاً من كونتية يافا في 1126، وتأسست كلوردية منفصلة بعد ثورة الكونت هيو الثاني في 1134، حيث أصبح بلدوين الثاني لورداً (على الرغم من أن بلدوين الأول لم يكن لورداً في حد ذاته). وقد أصبحت قلعة إبلين الواقعة قرب الرملة فيما بعد جزءاً من ممتلكات إبلين الموروثة من هيلفيس، ابنة بلدوين لورد الرملة وزوجة باريزان دي إبلين. استعاد صلاح الدين الأيوبي الرملة في 1187، إلى جانب معظم بقية مملكة بيت المقدس. وعلى الرغم من أنها متميزة من الناحية القانونية، فقد اندمجت الرملة عملياً مع ممتلكات إبلين الأخرى التي استعادها الصليبيون بعد الحملة الصليبية الثالثة، وفي منتصف القرن الثالث عشر لم يكن من الممكن تمييزها عن كونتية يافا وعسقلان الأكبر حجماً.

## لوردات الرملة وساداتها
- الأسقف روبرت (1099–1106)
- بلدوين الأول لورد الرملة [الإنجليزية]، حاكم القلعة (1106–1134)، لورد الرملة (1134–1138)
- هيلفيس دي إبلين [الإنجليزية] (1138–1152)، الابنة الوريثة لبلدوين الثاني لورد الرملة
- باريزان دي إبلين [الإنجليزية] (1138–1150)
- ماناسيس دي هييرج [الإنجليزية] (1150–1152)
- هيو دي إبلين [الإنجليزية]، ابن باريزان دي إبلين (1152–1169)
- بلدوين دي إبلين [الإنجليزية] (بلدوين الثاني لورد الرملة)، (1169–1186)
- توماس دي إبلين [الفرنسية]، ابن بلدوين دي إبلين (1186–1187؛ لكنها كانت في الواقع تحت سيطرة باليان دي إبلين، 1186–1193)
- تحت سيادة المسلمين (1187-1229)
- تحت سيادة مملكة بيت المقدس (1229-1244)
- يوحنا دي إبلين [الإنجليزية] (حوالي 1247)[3]
- جاك دي إبلين [الفرنسية] (1266–1268)